# Міллер Олексій Борисович
Олексій Борисович Міллер (рос. Алексей Борисович Миллер;* 31 січня 1962, Ленінград) — голова правління ВАТ "Газпром", заступник голови ради директорів компаній «Газпром нафта», «Газпромбанк» і «Согаз». Кандидат економічних наук. Має низку державних нагород, зокрема орден «За заслуги перед вітчизною» IV ступеня, отриманий в 2006 році за внесок у розвиток газового комплексу Росії.
У 2015 році, за версією журналу Forbes, зайняв 54-е місце серед найвпливовіших людей світу.
Належить до найближчого політичного оточення президента Росії Володимира Путіна.

## Біографія
Олексій Міллер народився 31 січня 1962 року в Ленінграді. У 1979 році поступив в Ленінградський фінансово-економічний інститут. У 1984 році закінчив інститут, отримавши спеціальність «економіст», і влаштувався на роботу в «ЛенНІІПроєкт». У 1986 році поступив в аспірантуру «ЛенНІІПроєкта», і закінчив її в 1989 році, захистивши кандидатську дисертацію.

### Ленінградська кар'єра
У 1990 році працював в «ЛенНІІпроєкті» на посаді молодшого наукового співробітника. У тому ж році був запрошений на роботу в Комітет з економічної реформи виконкому Ленсовета.
З 1991 по 1996 рік працював в Комітеті з зовнішніх зв'язків мерії Санкт-Петербурга під безпосереднім керівництвом Володимира Путіна (який у той час обіймав посаду голови комітету зовнішніх зв'язків мерії, Міллер був начальником управління зовнішньоекономічних зв'язків), був його безпосереднім помічником. Міллер займався розвитком перших інвестиційних зон в місті, зокрема «Пулково» (там були побудовані заводи «Кока-кола» та «Жіллетт») і «Парнас» (побудований комплекс будівель пивоварної компанії «Балтика»). Привів в місто перші іноземні банки, такі як Дрезден-банк, Ліонський кредит. Займався готельним бізнесом, був головою ради директорів готелю «Європа».
У 1996 році, після того, як тодішній мер Анатолій Собчак, програв вибори Володимиру Яковлєву і команда Собчака залишила Смольний, Міллер перейшов на роботу у ВАТ «Морський порт Санкт-Петербург». Там він займав пост директора з розвитку і інвестиціям.
У 1999 році Міллер був призначений генеральним директором ВАТ «Балтійська трубопровідна система». У 2000 році став заступником міністра енергетики Росії, займався питаннями зовнішньоекономічної діяльності. У заслугу Міллеру ставлять той факт, що завдяки співпраці Міненерго з ОПЕК йому вдалося зберегти досить високу ціну на нафту на світових ринках.

### На чолі Газпрому
У січні 2001 року ЗМІ повідомляли, що Міллер може стати наступником міністра енергетики Олександра Гавріна. Проте 30 травня 2001 року Міллер був вибраний головою правління ВАТ «Газпром» (змінивши на цій посаді Рема Вяхирєва). За версією джерела газети «Ведомости», Міллер сам відмовився від запропонованого йому міністерського поста як від безперспективного.
Того ж року Міллер вперше обійняв посаду голови Ради директорів ЗАТ КБ «Газпромбанк» (пізніше — ЗАТ Акціонерний банк (АБ) «Газпромбанк»; ВАТ «Газпромбанк»). Надалі (за даними на вересень 2008 року) він зберігав за собою пост голови ради директорів «Газпромбанка».
ЗМІ стверджували, що призначення «людини Путіна» на місце Вяхирева виявилося для менеджменту «Газпрому» повною несподіванкою. Про нього керівництво компанії дізналося за годину до початку засідання ради директорів — під час розмови з президентом в Кремлі. На думку ряду ЗМІ, дане призначення означало, що Путін вирішив узяти контроль над газовою імперією в свої руки. Сам же Міллер після призначення заявив інформагентствам, що має намір забезпечити спадкоємність і підсилити роль держави в компанії.
6 травня 2002 року уряд призначив Міллера представником держави як акціонера для участі в річних зборах акціонерів компанії.
В кінці 2004 — початку 2005 року «Газпром» виступив за збільшення ціни на газ, що поставлявся за кордон. Інший значний постачальник газу — Туркменістан — також виявила намір підвищити ціну на газ. У січні 2006 року ЗМІ повідомили, що «Газпром» і український «Нафтогаз» домовилися про постачання російського газу в Україну, проте в червні 2006 року очолювана Міллером компанія відмовилася купувати газ у Туркменістану, а Київ зацікавився можливістю укладення контракту «Нафтогаза» з Туркменістаном на прямі постачання газу без участі «Газпрому».
6 квітня 2018 року включений до списку санкцій США з-поміж 17 урядовців та 7 бізнесменів з Росії.

### Конфлікт навколо ЮКОСу
В кінці жовтня 2005 року група міноритаріїв нафтової компанії «ЮКОС» (в основному громадяни США) подали до вашингтонського окружного суду колективний позов проти Російської Федерації і низки російських енергетичних компаній, а також їхніх керівників (зокрема Міллера) і міністрів. Позивачі звинуватили їх в змові з метою «фактичної націоналізації» «Юкоса», внаслідок чого мінорітарії позбулися очікуваного прибутку. Того ж дня інформаційне агентство Reuters повідомило, що представники «Газпрому» отримали повістки з викликом до суду.
У лютому 2006 року адвокати «Газпрому», «Роснефті» і «Роснефтегаза», а також адвокати глави Мінпроменерго Віктора Христенка і міністра фінансів Олексія Кудріна подали до суду округу Колумбія (США) спільне клопотання про відстрочення представлення відповіді на претензії мінорітарієв «Юкоса». 23 березня адвокати міноритаріїв заявили, що повістку отримала і Російська Федерація в цілому. 24 березня МЗС Росії спростував це повідомлення, а в травні 2006 року адвокати відповідачів за позовом міноритарних акціонерів «Юкоса» направили до вашингтонського окружного суду клопотання з проханням відхилити позов. До кінця вересня 2006 року клопотання ще не було розглянуте.

### Розвиток Газпрому
Також в 2005 і 2006 роках ім'я Міллера згадувалося в ЗМІ у зв'язку з амбітним проєктом «Газпрому» — будівництвом Північноєвропейського газопроводу. Цей газопровід вирішили будувати спільно «Газпром» і німецькі компанії E.ON і BASF. Він має пройти акваторією Балтійського моря (минаючи країни, що забезпечують транзит російського газу до Європи). Низку європейських країн (особливо країни Балтії) виражали незадоволеність цим проєктом. Заперечення припинилися, коли Міллер заявив, що «Газпром» готовий розглянути пропозиції будь-якої країни балтійського регіону з будівництва відведень. Передбачалося, що перша нитка газопроводу буде введена в експлуатацію 2010 року. Проте у вересні 2006 року стало ясно, що терміни почала будівництва зрушилися на невизначений час, оскільки довгостроковий бізнес-план проєкту не був готовий вчасно.
Іншим проєктом Газпрому став Південний потік — російсько-італійський проєкт газопроводу, який пройде дном Чорного моря з Новоросійська в болгарський порт Варну і далі через Балканський півострів в Італію й Австрію. Перший рамковий меморандум про проєктування й будівництво «Південного потоку» був підписано 23 червня 2007 російським енергетичним концерном Газпром і італійським нафтогазовим концерном Eni.
За ініціативи Газпрому був утворений Форум країн-експортерів газу — міжнародна організація провідних виробників і експортерів природного газу, чий статут був підписаний 23 грудня 2008 року на нараді в Москві.
Газпром за керівництва Міллера активно цікавився придбанням об'єктів газової інфраструктури в Європі, включаючи магістральні газогони і роздрібні мережі. Велика Британія і Німеччина обмежували цю активність, вбачаючи в монополізмі Газпрому загрозу своїй енергетичній безпеці.
У листопаді 2007 року «Ведомости» розповіли про доходи Міллера. Повідомлялося, що 2006 року «Газпром» заплатив членам правління компанії, у тому числі і Міллеру, в середньому по 35 мільйонів рублів. Крім того, він як заступник голови ради директорів «Газпрому», отримав 16,2 мільйона рублів. При цьому, як відзначало видання, Міллер ще очолює ради директорів «Газпром нафти», «Газпромбанка» і «Согаза» — всі разом це, як писали «Відомості», дало близько 5 мільйонів доларів до доходу Міллера.

### Газпром і Україна
Часи керівництва Міллера відзначені щорічими газовими конфліктами з Україною і стрімким подорожчанням природного газу для України: ціни зросли від рівня в 50$ в 2005 році до $179.5 в 2008-му.

### Рокірування в керівництві Газпрому
У березні 2008 року на минулих в Росії президентських виборах переміг перший віцепрем'єр Росії, голова ради директорів «Газпрому» Дмитро Медведєв, кандидатура якого була висунута низкою політичних партій країни, зокрема «Єдиною Росією», і підтримана президентом Путіним. 7 травня 2008 року Медведєв вступив на посаду президента Росії, після чого Міллер став виконувачем обов'язки голови ради директорів «Газпрому» на період до обрання річними зборами нового складу ради. 27 червня 2008 року новим главою ради директорів газової монополії був вибраний перший заступник голови уряду Росії Віктор Зубков, а Міллер посів посаду його заступника.

## Звинувачення у кримінальній діяльності
Російськ-ізраїльський підприємець Максим Фрейдзон звинуватив Міллера у посередницькій ролі при взятті хабарів В. Путіним в 1990-х роках під час керування тим мерії Санкт-Петербургу. За Фрейдзоном, Путін під час розмов як правило писав суму хабаря, який вимагав, на папірці, а гроші завжди безпосередньо отримував О.Міллер, щоб передати своєму босу Путіну.
Фрейдзон також подав позов у суд Нью-Йорку зі звинуваченням керованого Міллером Газпрому незаконному привласненні акцій компанії ЗАТ «Совекс», мажоритарний акціонер якої Дмитро Скигин, був до того ще й вбитий.

## Нагороди
Міллер має численні нагороди, зокрема медаль Ордена «3a заслуги перед Вітчизною» II ступеня; орден Хреста Угорської Республіки II ступеня за заслуги в енергетичній співпраці, орден «Святого Месропа Маштоца» (Республіка Вірменія), орден Російської Православної Церкви Сергія Радонезького II ступені і Патріаршу грамоту. 30 березня 2006 року президент Росії Володимир Путін нагородив Міллера орденом «За заслуги перед вітчизною» IV ступеня. Як наголошувалося в тексті указу, розміщеного на сайті адміністрації президента, Міллер був відзначений нагородою «за заслуги в розвитку газового комплексу РФ».

## Санкції
Олексій Міллер здійснював комерційну діяльність в галузях економіки, що забезпечує суттєве джерело доходів для уряду Росії, що ініціював військові дії та геноцид громадянського населення в Україні, є підсанкційною особою в багатьох країнах.
З 6 квітня 2018 року занесений до санкційного "Кремлівського списку" США серед 17 чиновників і семи бізнесменів із Росії, наближених до Володимира Путіна.
З 4 березня. 2022 року перебуває під санкціями Канади.
З 14 березня 2022 року перебуває під санкціями Австралії.
З 10 березня 2022 року перебуває під санкціями Великої Британії, які включають заморожування активів і заборону на в'їзд.
З 5 квітня 2022 року перебуває під санкціями Нової Зеландії.
Указом президента України Володимира Зеленського з 24 червня 2022 року перебуває під санкціями України.

## Приватне життя
Міллер одружений, має сина.

## Виноски
1. ↑  Munzinger Personen
2. ↑  https://search.rsl.ru/ru/record/01008115726
3. ↑  Архівована копія. Архів оригіналу за 14 серпня 2017. Процитовано 14 серпня 2017.{{cite web}}:  Обслуговування CS1: Сторінки з текстом «archived copy» як значення параметру title (посилання)
4. ↑  Миллер, Алексей. lenta.ru. Архів оригіналу за 14 червня 2013. Процитовано 6 січня 2021.
5. ↑  Биография Алексея Миллера, председателя правления ОАО «Газпром». — Страна.Ru, 04.06.2001
6. ↑  Незаменимых нет. — Ведомости, 31.05.2001
7. ↑  США расширили санкционный список в отношении России. РИА Новости (рос.). 6 квітня 2018. Архів оригіналу за 6 квітня 2018. Процитовано 6 квітня 2018.
8. ↑  Алексей Миллер. Полная версия интервью главы ОАО «Газпром» телеканалу «1 канал». Архів оригіналу за 26 січня 2009. Процитовано 2 січня 2009.
9. ↑  Елена Мазнева. Миллионер Миллер. — Ведомости, 01.11.2007
10. ↑  Радіо Свобода: М.Фрейдзон: «Он просто писал сумму по время беседы», 23.05.2015
11. 1 2  МІЛЛЕР Олексій Борисович - біографія, досьє, активи | Війна і санкції. sanctions.nazk.gov.ua (укр.). Архів оригіналу за 22 березня 2023. Процитовано 22 березня 2023.
12. ↑  Russia-related Designations and Designations Updates; Issuance of Russia-related General Licenses, Publication of Russia-related Frequently Asked Questions.
13. ↑  Government of Canada, Public Works and Government Services Canada (16 березня 2022). Canada Gazette, Part 2, Volume 156, Number 6: Regulations Amending the Special Economic Measures (Russia) Regulations. gazette.gc.ca. Процитовано 22 березня 2023.
14. ↑  Australia and sanctions.
15. ↑  Trade, New Zealand Ministry of Foreign Affairs and. Russia Sanctions. New Zealand Ministry of Foreign Affairs and Trade (новозел. англ.). Процитовано 22 березня 2023.
16. ↑  Указ Президента України №266/2021 «Про рішення Ради національної безпеки і оборони України від 18 червня 2021 року «Про застосування персональних спеціальних економічних та інших обмежувальних заходів (санкцій)»». Президент України. 24 червня 2021. Архів оригіналу за 13 січня 2025. Процитовано 9 лютого 2025.